# Dänisch-Hanseatischer Krieg (1426–1435)
Der Dänisch-Hanseatische Krieg von 1426 bis 1435, auch als Kalmar(isch)-Hanse(atischer) Krieg, Krieg um Schleswig oder Sundzollkrieg bezeichnet, war ein militär- und wirtschaftspolitischer Konflikt zwischen der von Dänemark dominierten Kalmarer Union und der Hanse. Hauptgrund war die Einführung des Sundzolls durch Dänemark. Der Krieg stand aber in enger Wechselwirkung mit dem Dänisch-Holsteinischen Krieg um das Herzogtum Schleswig (1409/22–1435), dem Konflikt zwischen der Hanse und Holland (1422–1441) und der schwedischen Revolte von 1434/36. Er endete mit dem Frieden von Vordingborg und dem Sturz des dänischen Unionskönigs Erik VII. (1439).

## Vorgeschichte
Seit dem Frieden von Stralsund (1370) hatte die Hanse durch weitreichende Privilegien eine Vorherrschaft über Dänemark und in der Ostsee ausgeübt. Zu Beginn des 15. Jahrhunderts hatten sich jedoch die holländischen Hafenstädte von der Hanse gelöst. Mit wohlwollender Billigung des dänisch-norwegisch-schwedischen Unionskönigs Erik VII. begannen holländische und englische Schiffe der Hanse das Monopol im Ostseehandel streitig zu machen. 
Widerstand kam vor allem von den „wendischen“ Hansestädten, ab 1422 kam es zu gewaltsamen Auseinandersetzungen. Holländische Schiffe, die in die Ostsee vordringen wollten, wurden von Hanseschiffen im Öresund aufgebracht, während Hanseschiffe in der Nordsee von Holländern gekapert wurden. Vertrauend auf die vereinte Stärke der drei nordischen Königreiche, beabsichtigte Erik von dieser Schwächung der Hanse zu profitieren und die Vorrechte der Hanse abzuschaffen. Er nutzte den geostrategischen Vorteil Dänemarks und machte die Möglichkeit, von allen nicht-dänischen Schiffen, die auf dem Weg zwischen Ostsee und Nordsee das Nadelöhr des Öresunds passieren mussten, Abgaben zu erzwingen, zu einer der wichtigsten Einnahmequelle. Zu diesem Zweck ließ er an der schmalsten Stelle bei Helsingør eine Zollfestung errichten und ab 1426 den Sundzoll erheben.  Während Lübeck und Hamburg eine kriegerische Lösung anstrebten, suchten Stralsund und Greifswald noch einen Ausgleich, doch Verhandlungen z. B. über die Beteiligung der Hanse an den Sundzolleinnahmen scheiterten. Erik begann stattdessen, Hanseschiffe im Sund aufbringen zu lassen.
Zudem hatte Erik bei seinem Amtsantritt auch einen Konflikt mit der Grafschaft Holstein-Rendsburg geerbt. An die Grafen waren früher einige Gebiete im Herzogtum Schleswig verpachtet worden, die der König auslösen wollte. Graf Heinrich IV. hingegen wollte offiziell mit Schleswig belehnt werden. Seit 1405 bzw. 1409 gab es Krieg zwischen Dänemark und Holstein, in den zeitweise auch die Dithmarschener Bauern (auf dänischer Seite) und die Vitalienbrüder (auf holsteinischer Seite) hineingezogen wurden. Von der Hanse und dem deutschen Kaiser vermittelte Waffenstillstände und Schiedssprüche scheiterten. Als Eriks Truppen 1426 das zuvor von Holsteinern gehaltene Flensburg besetzten, schlossen Graf Heinrich und seine Brüder Gerhard bzw. Adolf ein Bündnis mit der inzwischen kriegswilligen Hanse.

## Krieg zur See
Nachdem hanseatische Schonenfahrer in dänischen Häfen aufgebracht worden waren, verhängte die Hanse 1426 eine Handelssperre über alle dänischen, schwedischen und norwegischen Häfen, die sie mit Hilfe einer Seeblockade durchzusetzen begann. In der Nordsee, vor allem aber in der Ostsee kam es zu einem intensiven Kaperkrieg, an dem sich auch Holländer, Engländer und Vitalienbrüder beteiligten. Im Jahr 1427 plünderten Hanseschiffe die dänischen Inseln Læsø, Årø, Lolland, Møn und Bornholm (April), scheiterten jedoch mit einem Angriff auf Flensburg (Mai). Im Kampf um einen hanseatischen Konvoi unterlagen 36 große Lübecker und Hamburger Schiffe unter dem Kommando des Lübecker Bürgermeisters Tidemann Steen einer dänisch-schwedischen Flotte unter Barnim VIII. von Pommern und Greger Magnusson in einer Seeschlacht im Öresund (Juli). Steen wurde nach diesem Misserfolg abgesetzt, der Wismarer Bürgermeister Johann Bantzkow wurde als Befehlshaber der Wismarer Schiffe hingerichtet. Der Hamburger Bürgermeister Hein Hoyer geriet in dänische Gefangenschaft, der schwedische Reichsrat Greger Magnusson in Lübecker Gefangenschaft.
Um den Krieg rasch zu beenden, plante die Hanse die Eroberung Kopenhagens und die Vernichtung der im Hafen liegenden dänisch-schwedischen Flotte durch Söldner und Schiffe aus Hamburg, Lübeck, Lüneburg, Rostock, Stralsund und Wismar. Doch der von dem holsteinischen Grafen Gerhard VII. geleitete erste Angriff im April 1428 scheiterte an der von der dänischen Königin Philippa vorbereiteten Befestigung. Die Hanseschiffe plünderten stattdessen die Küsten Schonens und Seelands. Erst bei einem zweiten Angriff im Juni 1428 gelang es der Hanse, die dänische Flotte im Hafen weitgehend zu blockieren und einen Großteil davon zu vernichten.
Aus den verbliebenen und mit weiteren schwedischen Schiffen formte Philippa jedoch eine neue Flotte, die im Mai 1429 nun ihrerseits Stralsund angriff und dessen Hafen plünderte, auf dem Rückweg aber von Lübecker, Wismarer und Stralsunder Schiffen unter dem Kommando des Klaus von der Lippe im Seegefecht beim Dänholm geschlagen wurde. Rostocker und Wismarer Schiffe erbeuteten im Juni 1429 eine auf dem Weg nach Kopenhagen befindliche schwedische Transportflotte.

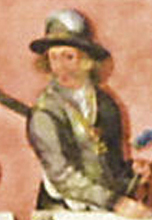
Barnim VIII. besiegte die Hanseflotte in der Køgebucht (1427)
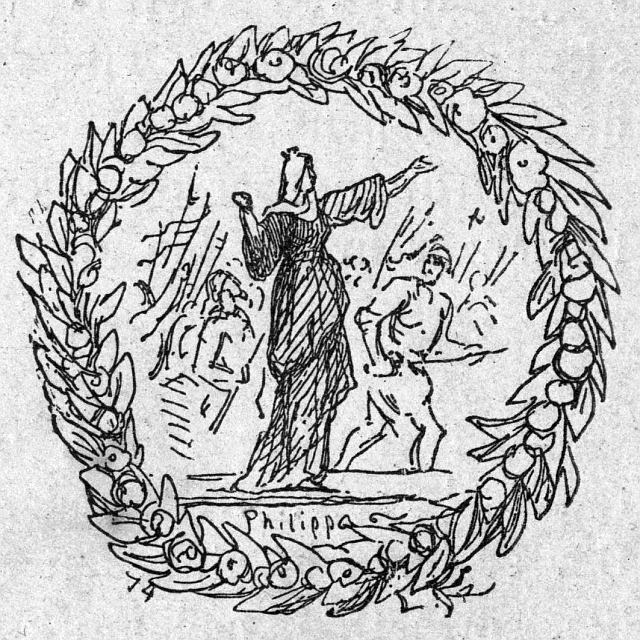
Königin Philippa leitete die Verteidigung Kopenhagens (1428)
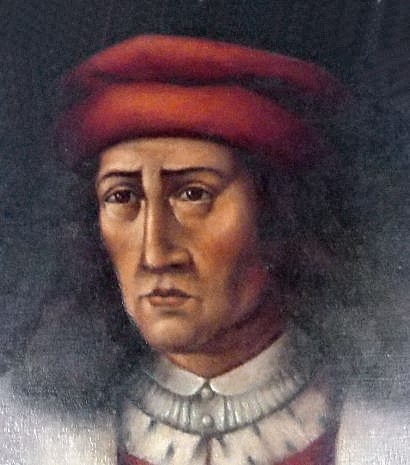
Unionskönig Erik VII. wurde nach dem Krieg gestürzt (1439)

## Krieg an Land
Bereits 1427 hatten Holsteiner und Hanseaten versucht, Flensburg zurückzuerobern. Eine gemeinsame Operation von Land- und Seeseite scheiterte jedoch; Graf Heinrich IV. von Holstein fiel. Der Hamburger Ratsherr Johann Kletze wurde für die Niederlage verantwortlich gemacht und hingerichtet. Erst 1431 gelang den Holsteinern und Hanseaten unter der Führung von Heinrichs Nachfolger Adolf VIII. die Eroberung der Stadt mitsamt der Duburg, an der sie zuvor gescheitert waren.

## Waffenstillstand und Frieden
Die von dänischen, schwedischen, norwegischen, holländischen, englischen und hanseatischen Schiffen sowie den Vitalienbrüdern (1428 und 1429 Plünderung Bergens) betriebene Kaperei schädigte den Ostseehandel der Hanse und vertiefte deren interne Rivalitäten. Die hanseatische Blockade und Plünderung der skandinavischen Häfen brachte deren Export zum Erliegen und löste auch im schwedischen Hinterland eine Wirtschaftskrise aus. Als erstes schloss Rostock im September 1430 einen Separatfrieden, im Dezember 1430 in Helsingborg dann auch Stralsund. Nach der Eroberung Flensburgs willigten 1432 auch Lübeck und Hamburg in einen Waffenstillstand und Friedensverhandlungen ein. Ein langwieriges Ringen und Feilschen begann. Um den Druck auf Erik zu erhöhen, unterstützte Lübeck einen 1434 wegen der Wirtschaftskrise in Schweden ausgebrochenen antidänischen Aufstand der Bergarbeiter, dem sich Minenbesitzer und Landadelige anschlossen. Der König unternahm daraufhin im Oktober 1434 eine Flottendemonstration vor Stockholm und schloss im November 1434 einen einjährigen Waffenstillstand auch mit den Schweden, 1435 dann den Frieden von Stockholm.
Schließlich einigten sich Dänemark, die Hanse und Holstein auf den Frieden von Vordingborg (1435). Graf Adolf VIII. von Holstein erhielt die gewünschte Belehnung mit dem Herzogtum Schleswig. Der Sundzoll blieb zwar erhalten, unter dem Druck der schwedischen Revolte stimmte Erik aber zu, Holländer und Engländer nicht davon zu befreien sowie die Hanse daran zu beteiligen. Im Rahmen von dem Friedensvertrag folgenden Sonderregelungen gelang es Hamburg, Lübeck, Lüneburg und Wismar 1436, sich ganz vom Sundzoll zu befreien, etwas später auch Stralsund, Rostock und Greifswald. Die livländischen und preußischen Hansestädte mussten jedoch weiterhin diese Abgabe an die Dänen leisten, was innerhalb der Hanse zu Spannungen z. B. zwischen Lübeck, aber auch Rostock und Wismar auf der einen Seite und Danzig auf der anderen Seite führte.

## Folgen
Mit der Flottendemonstration einerseits und weiteren weitreichenden Zugeständnissen an den schwedischen Adel andererseits, gelang es Erik 1436 zumindest formal, seine Oberhoheit über Schweden wiederherzustellen. Schwedens Reichsverweser Karl Knutsson Bonde schlug in Eriks Namen den Aufstand nieder. Die Schweden versprochene allzu große Autonomie untergrub jedoch des Königs Position in Dänemark. Der dänische Reichsrat setzte den nach Gotland geflüchteten König 1439 ab, kurz darauf auch der norwegische Reichstag und 1442 schließlich auch der schwedische Reichsrat. Erik herrschte allerdings auf Gotland weiter. An Eriks Stelle wurde sein Neffe Christoph III. zum König gewählt. Christoph bestätigte zunächst die Privilegien der Hanse, unterstützte dann aber wieder die Holländer, die 1441 nun doch auch Sonderrechte erhielten. Nach Christophs Tod beanspruchte Karl Knutson 1448 den schwedischen Thron und Gotland für sich selbst, während des Grafen Adolf von Holstein Neffe Christian I. dänischer König wurde. Es kam zu erneuten Kämpfen zwischen Dänemark und Schweden, in die auch Norwegen hineingezogen wurde. Gotland wurde von Erik 1449 an Christian übergeben.

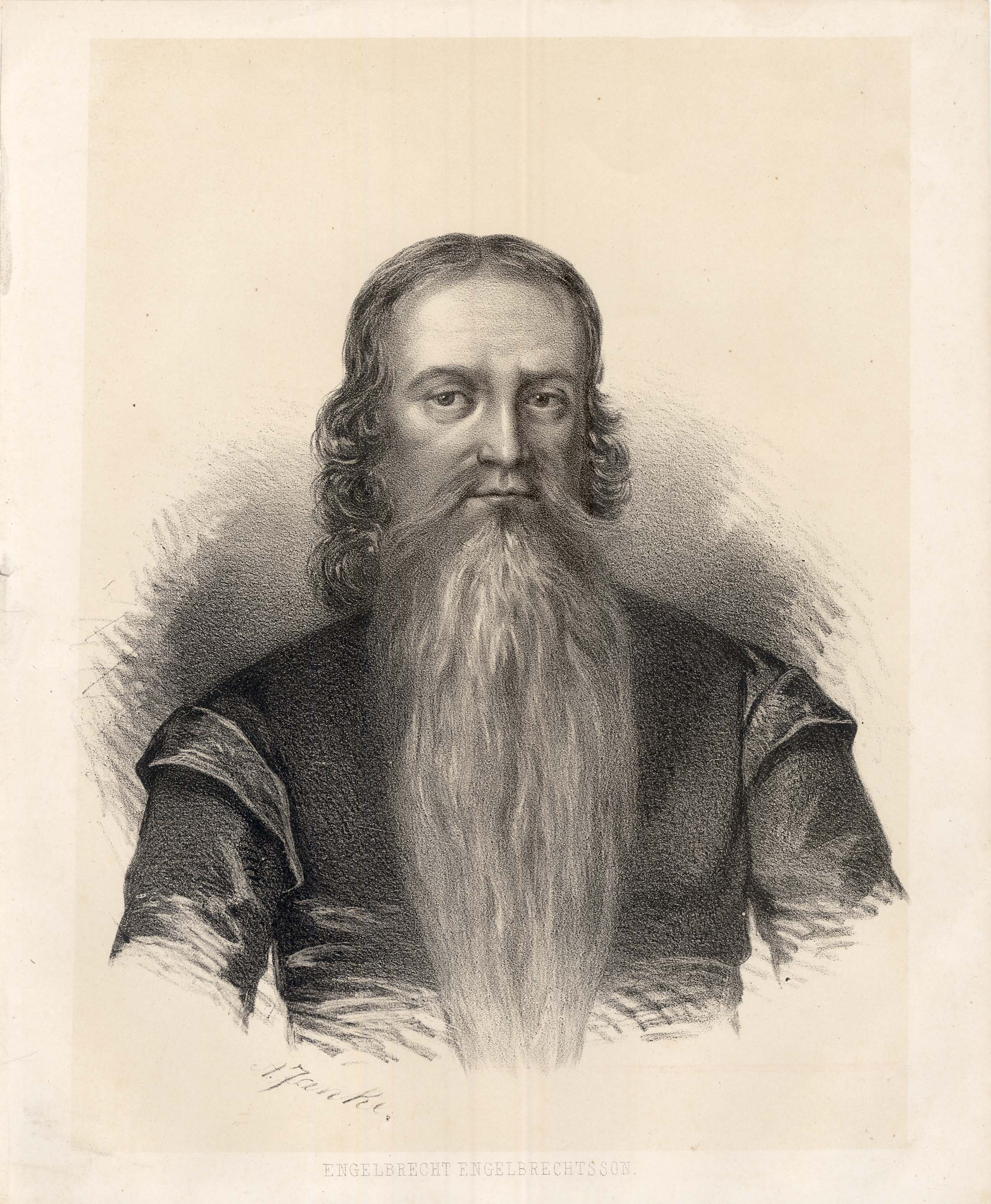
Engelbrekt, Führer der aufständischen Schweden
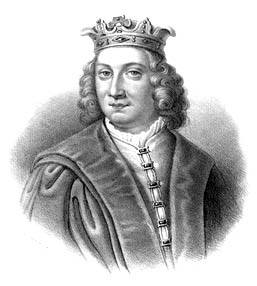
Karl Knutsson Bonde, schwedischer Reichsverweser
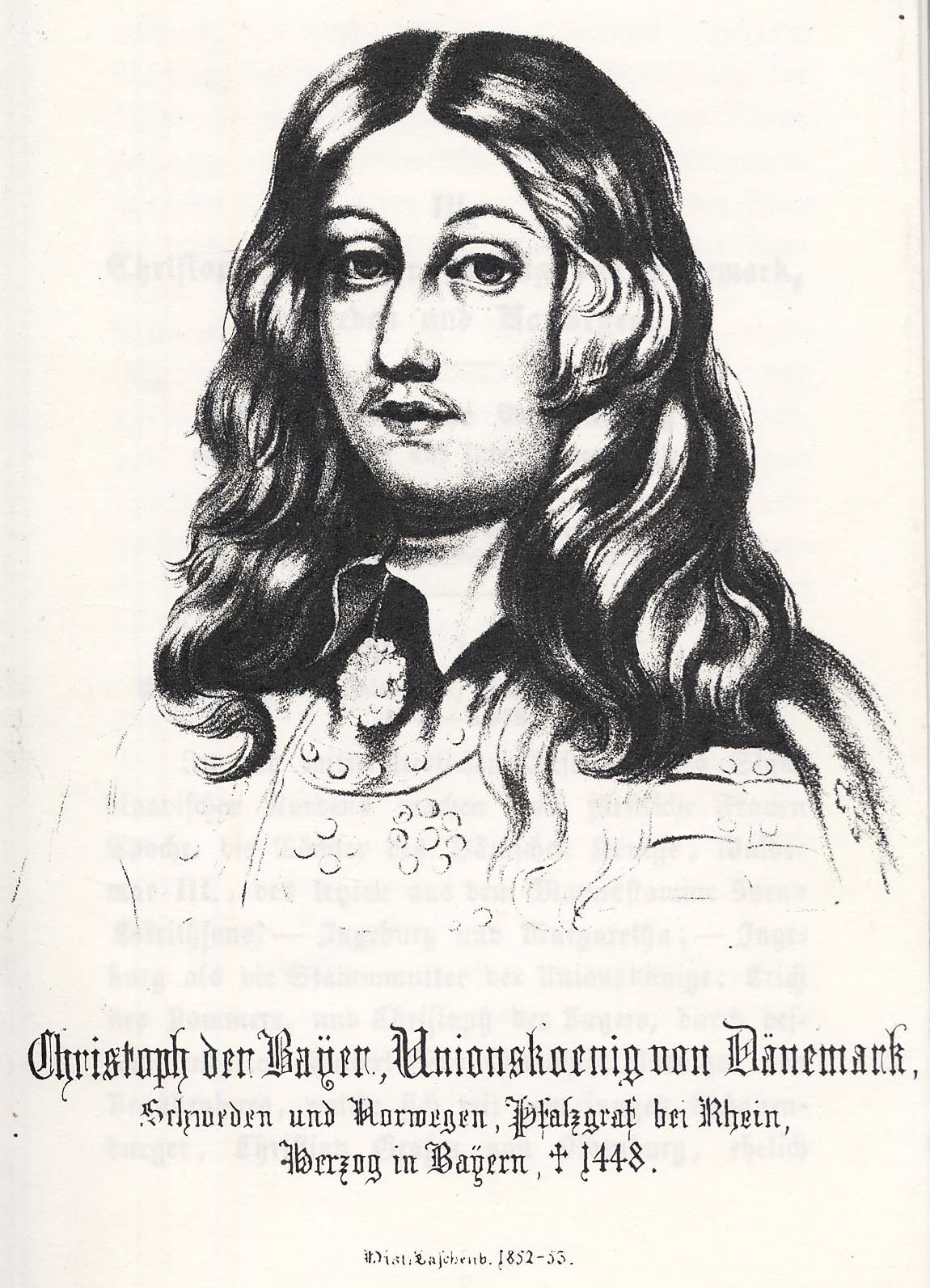
Christoph III., König von Dänemark, Schweden und Norwegen